# Algemene Televisie Verzorging
Pour les articles homonymes, voir ATV.
Algemene Televisie Verzorging (ATV) est une chaîne de télévision privée Surinamienne. Créée en 1983, elle se limite alors à quelques heures de diffusion quotidiennes et se veut un modeste contre-pouvoir à la puissante télévision d'état (Surinaamse Televisie Stichting), aux mains des militaires depuis le coup d'État du colonel Dési Bouterse. Cette expérience de télévision indépendante, fruit de l'association du groupe de télécommunication Telesur et du radiodiffuseur Radio Bras, se perpétue tant bien que mal jusqu'en 1986.
Le déclenchement d'un mouvement de contestation sans précédent permet l'ouverture du pays à la démocratie l'année suivante. Le 15 août 1987, la chaîne obtient officiellement le droit d'émettre sur le réseau hertzien, mettant fin à un monopole d'état de près de 22 ans.
Basée à Paramaribo, la capitale du pays, Algemene Televisie Verzorging émet 24 heures sur 24. Elle utilise le canal 12 à Paramaribo, le canal 7 à Moengo, le canal 13 à Nickerie, le canal 6 à Wageningue, le canal 12 à Coronie et le canal 2 à Brokopondo. La plupart des émissions sont diffusées en néerlandais, la langue la plus communément utilisée dans le pays, mais certains programmes le sont en anglais et en portugais.
La grille des programmes de la chaîne est basée sur le divertissement et l'information. Elle se compose essentiellement de séries, de telenovelas, de variétés, d'émissions humoristiques et d'informations. Aux quelques productions locales (Teen magazine, Culinair, Whazzz up) viennent s'ajouter des productions internationales (essentiellement anglo-saxonnes ou sud-américaines) telles que le programme culinaire Hell's Kitchen ou l'émission pour enfants Les Télétubbies.
La chaîne retransmet quelques programmes sportifs, notamment des matchs de la NBA.